# La Flor del Llano
La Flor del Llano är en ort i Mexiko.   Den ligger i kommunen Chocamán och delstaten Veracruz, i den sydöstra delen av landet, 230 km öster om huvudstaden Mexico City. La Flor del Llano ligger 1 339 meter över havet och antalet invånare är 223.
Terrängen runt La Flor del Llano är lite bergig. Runt La Flor del Llano är det tätbefolkat, med 427 invånare per kvadratkilometer. Närmaste större samhälle är Córdoba, 18,2 km sydost om La Flor del Llano. I omgivningarna runt La Flor del Llano växer huvudsakligen savannskog.